# Ernst Stadler

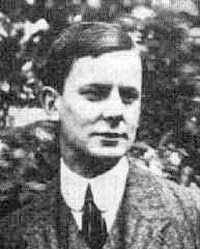
Ernst Stadler

Ernst Maria Richard Stadler (* 11. August 1883 in Colmar, Elsass; † 30. Oktober 1914 bei Zandvoorde nahe Ypern in Belgien) war ein deutscher Lyriker.

## Leben
Als Sohn eines Staatsanwalts im Reichsland Elsaß-Lothringen besuchte Stadler in Straßburg das Gymnasium. Er war mit René Schickele und Otto Flake befreundet – beide wie er Mitglieder des Kunstkreises Das jüngste Elsaß. Mit ihnen gab er 1902 die Zeitschrift Der Stürmer (nicht zu verwechseln mit der gleichnamigen nationalsozialistischen Wochenschrift Der Stürmer) für progressive Dichtung heraus, die 1903 in Der Merker umbenannt wurde. Stadler studierte in Straßburg und ab 1904 an der Ludwig-Maximilians-Universität München Germanistik, Romanistik und vergleichende Sprachwissenschaft. Mit einer Doktorarbeit über den Parzival wurde er 1906 zum Dr. phil. promoviert. 1906–1908 hielt er sich mit einem Rhodes-Stipendium am Magdalen College in Oxford auf. An der Kaiser-Wilhelms-Universität Straßburg habilitierte er sich mit einer Arbeit über Christoph Martin Wielands Shakespeare-Übersetzungen.
Von 1910 bis 1914 lehrte Stadler deutsche Philologie als Professor in Brüssel. Das Angebot, als Gastprofessor nach Toronto zu gehen, musste er ausschlagen, da der Erste Weltkrieg begann und Stadler als Reserveoffizier eingezogen wurde. Noch im selben Jahr wurde er während der Ersten Flandernschlacht durch eine Granate getötet.
Ernst Stadler ist auf dem Cimetière Saint-Louis im Straßburger Stadtteil Robertsau begraben (Sektion 4C-5-3).

## Werk
Stadler begeisterte sich für Theater und Dichtung.
 1905 veröffentlichte Stadler seinen ersten Gedichtsband Präludien. Was ihn in seinen lyrischen Anfängen zunächst als zwar höchst virtuos-formbewussten, wenig lebensweltnahen Nach-Dichter von Jugendstil-Dekadenz und vitalistischer, auf Nietzsche fußender Lebenskult-Ästhetik kennzeichnet, macht zugleich sein Talent aus: die Fähigkeit, verschiedene im Zeitbewusstsein zirkulierende Geistesströmungen zu synthetisieren.
 Ernst Stadler gehört zu denjenigen Autoren der Literaturgeschichte, die durch eine einzige Buchveröffentlichung ins Gedächtnis der Nachwelt eingedrungen sind.
Seine Gedichtsammlung Der Aufbruch bildete 1914 den Höhepunkt seiner kurzen literarischen Laufbahn. Sie machte Stadler zu einer Leitfigur des literarischen Expressionismus. Im Unterschied zu Georg Heym ließ er sich durch Unheilsvorahnungen nicht abschrecken. Der religiös orientierte Stadler appellierte an seine Leser, zu einem besseren Dasein aufzubrechen, und versuchte die Depressionen zu vertreiben. Als Elsässer lag ihm und Schickele die Verständigung zwischen Deutschland und Frankreich besonders am Herzen. Diesem Ziel galten auch seine Übersetzertätigkeit sowie seine literaturwissenschaftlichen Studien, die die Interdependenzen der verschiedenen Literaturen herausstellten.
Zehn seiner Gedichte wurden in die bekannteste Anthologie des Expressionismus, die Menschheitsdämmerung, aufgenommen.

## Werke
- Präludien. Gedichte. Straßburg 1904.
- Wielands Shakespeare. Habilitationsschrift. Straßburg 1910.
- Fahrt über die Kölner Rheinbrücke bei Nacht. 1913 (online).
- Der Aufbruch. Gedichte. Leipzig 1914 (2. Aufl. anno 1920 online – Internet Archive); Frankfurt/Main 1964: Insel-Bücherei 783
- Ernst Stadler. Versensporn – Heft für lyrische Reize Nr. 41. Hrsg. von Tom Riebe. Edition POESIE SCHMECKT GUT, Jena 2020, 100 Exemplare.
- Im Treibhaus. Aus: „Der Aufbruch und andere Gedichte“. Illustriert von Wolfgang Seider. Erste Auflage 2014, Calambac Verlag, Saarbrücken. ISBN 978-3-943117-82-0.

## Übersetzungen
- Das Balzac-Buch. Erzählungen und Novellen. Straßburg 1913.
- Francis Jammes: Die Gebete der Demut. Leipzig 1913.